# Alexander Moyzes

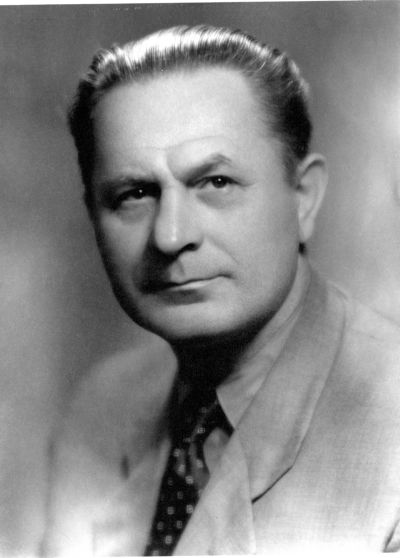
Alexander Moyzes

Alexander Moyzes (* 4. September 1906 in Kláštor pod Znievom, Nordwestslowakei; † 20. November 1984 in Bratislava) war ein slowakischer Komponist.

## Leben
Alexander Moyzes erhielt seinen ersten Musikunterricht bei seinem Vater, dem Komponisten Mikuláš Moyzes. Nach dem Besuch des Realgymnasiums in Prešov begann Moyzes im Jahre 1925 ein Musikstudium am Prager Konservatorium (Komposition, Dirigieren und Orgel). Zu seinen Lehrern zählten Otakar Ostrčil, Rudolf Karel und Bedřich Antonín Wiedermann. Als Diplomarbeit legte Moyzes im Jahre 1928 den ersten Satz seiner Ersten Sinfonie vor, gleichzeitig die erste Sinfonie der slowakischen Musikgeschichte und bei der ein Jahr später erfolgten Uraufführung ein großer Erfolg. Im Anschluss besuchte er die Meisterklasse von Vítězslav Novák (bis 1930).
Moyzes machte sich besonders durch seine langjährige pädagogische Tätigkeit einen Namen; zahlreiche slowakische Komponisten wurden von ihm unterrichtet. Bereits 1928 erhielt er eine Anstellung als Kompositionslehrer an der Musikakademie Bratislava (bis 1948). Im Jahre 1941 wurde er zusätzlich als Kompositionsprofessor an das Konservatorium in Bratislava berufen. Ab 1949 wirkte er als Professor für Komposition an der neu gegründeten Hochschule für musische Künste (VŠMU). Diesem Institut stand er von 1965 bis 1971 als Direktor vor. Im Jahre 1978 wurde er emeritiert.
Ab 1937 war Moyzes erster musikalischer Berater des slowakischen Rundfunks, was er bis 1948 blieb. Außerdem wirkte er im Vorstand des slowakischen Komponistenverbandes sowie im Slowakischen Musikverlag. Moyzes erhielt als namhafter Repräsentant der nationalen slowakischen Musik viele Auszeichnungen, unter anderem 1956 den Staatspreis.

## Tonsprache
Moyzes’ Musik verbindet Einflüsse slowakischer Folklore mit der Musik der Spät- und Nachromantik sowie des 20. Jahrhunderts. In den 1920er und frühen 1930er Jahren experimentierte er mit verschiedenen Tendenzen; direkte Verarbeitungen slowakischer Volksmusik stehen neben Jazzeinflüssen. Seine Erste Sinfonie lässt die Vorbilder Gustav Mahler und Richard Strauss erkennen, stellt diesen aber nationale Elemente gegenüber, was nicht zuletzt eine deutliche Reduzierung des Pathos im Vergleich zu den genannten Komponisten bewirkt. Auch an zeitgenössischen tschechischen Komponisten wie Novák und Josef Suk orientierte sich Moyzes.
In den folgenden Jahrzehnten festigte er seinen Kompositionsstil; die Anlehnung an die Folklore manifestierte sich vor allem in der Verwendung charakteristischer Harmonik, Melos und Rhythmik, deren Verarbeitung an der europäischen (spätromantischen bis impressionistischen) Tradition geschult blieb. In etwa ab 1948 bezog sich Moyzes' Schaffen explizit auf die Ästhetik des Sozialistischen Realismus. Eine helle und optimistische Grundhaltung verband er mit einem (etwa durch den Einsatz von Volksinstrumenten) besonders stark ausgeprägten Bezug zur Volksmusik.
In den späten 1950er Jahren vollzog Moyzes einen erheblichen stilistischen Wandel, indem er sich Tendenzen der modernen Musik öffnete. Einflüsse des Neoklassizismus und von Dmitri Schostakowitsch führten zu einer erheblichen harmonischen Schärfung seiner Musik, die in den späten 1960er Jahren den Rahmen der Tonalität zum Teil verließ.
Anfang der 1970er Jahre fand Moyzes zu seinem Reifestil, der sich durch eine lyrisch-gebrochene, eher gelöste Tonsprache auszeichnet. Klassizistische und romantisierende Elemente bewirken eine retrospektiv bis melancholisch anmutende Atmosphäre, die einem hellen, transparenten Grundcharakter gegenübersteht. Besonderen Wert legte Moyzes auf eine durchdachte motivisch-thematische Organisation seiner Musik. Die in früheren Werken gebrauchte Verwendung zyklischer Themen trat zu Gunsten einer stärkeren Betonung von Variationstechniken und dem Gebrauch motivischer Zellen zur Herstellung subtiler Zusammenhänge in den Hintergrund.
Moyzes’ Bedeutung in der slowakischen Musikgeschichte besteht darin, dass er zusammen mit Ján Cikker und Eugen Suchoň die Komponistentrias bildete, die slowakische Musik für Entwicklungen des 20. Jahrhunderts öffnete. Er trug durch seine ausgeprägte Lehrtätigkeit in besonderem Maße zu einer Professionalisierung und Institutionalisierung des slowakischen Musiklebens bei.

## Werke
- Sinfonien
  - Sinfonie Nr. 1 D-Dur op. 31 (1928/29 als op. 4, rev. 1936)
  - Sinfonie Nr. 2 a-moll op. 16 (1932, rev. 1941)
  - Sinfonie Nr. 3 B-Dur op. 18 „Kleine Sinfonie“ (1942)
  - Sinfonie Nr. 4 Es-Dur op. 38 (1947, rev. 1957)
  - Sinfonie Nr. 5 F-Dur op. 39 (1947/48)
  - Sinfonie Nr. 6 G-Dur op. 45 „Pioniersinfonie“ (1950/51)
  - Sinfonie Nr. 7 op. 50 (1954/55)
  - Sinfonie Nr. 8 op. 64 (1968/69)
  - Sinfonie Nr. 9 op. 69 (1970/71)
  - Sinfonie Nr. 10 op. 77 (1977/78)
  - Sinfonie Nr. 11 op. 79 (1978)
  - Sinfonie Nr. 12 op. 83 (1983)
- Andere Orchesterwerke
  - Sinfonische Ouvertüre op. 10 (1929)
  - „Die Waag hinab“, Suite op. 26 (1935, rev. 1945)
  - „Grantaltänze“ op. 43 (1950)
  - „Tänze aus Gemer“ op. 51 (1955)
  - „Partita zu Ehren von Meister Paul von Leutschau“ (Pavla z Levoče) op. 67 (1969, rev. 1970)
  - „Leuchtfeuer in den Bergen“ op. 71 (1971)
  - „Musik für eine Frau“ op. 74 (1975)
  - Violinkonzert op. 53 (1958)
  - Flötenkonzert op. 61 (1967)
- Vokalmusik
  - „Der tapfere König“, Oper (1965/66)
  - „Sinfonia da chiesa“ für Soli, Chor, Orchester und Orgel op. 36 (1941/42)
  - „Wir wollen den Frieden“, Kantate für Soli, Chor und Orchester op. 46 (1951)
  - „Balladeske Kantate“ für Tenor, gemischen Chor und Orchester op. 55 (1959)
  - „Der Weg“, Liederzyklus für Sopran (Tenor) und Orchester (Klavier) op. 19 (1943)
  - „Im Herbst“, Liederzyklus für Mezzosopran und Orchester (Klavier) op. 56 (1960)
  - weitere Lieder
  - Chöre
  - Volksliedbearbeitungen
- Kammermusik
  - Streichquartett Nr. 1 a-moll op. 8 (1929)
  - Streichquartett Nr. 2 in D op. 66 (1966)
  - Streichquartett Nr. 3 op. 82 (1981)
  - Streichquartett Nr. 4 op. 84 (1983)
  - Bläserquintett op. 17 (1933)
  - „Poetische Suite“ für Violine und Klavier op. 35 (1940)
  - „Kleine Sonate“ op. 63 für Violine und Klavier (1967/68)
- Klaviermusik
  - Klaviersonate e-moll op. 2 (1926/27, rev. 1942)
  - Divertimento op. 11 (1930)
  - „Räuber-Rhapsodie“ op. 52 (1957)
  - „Jazz-Sonate“ op. 14/2 für 2 Klaviere (1930, rev. 1971)